# FK Sotschi
Der Futbolny klub „Sotschi“ (russisch Футбольный клуб „Сочи“, wiss. Transliteration Futbolny Klub Soči), kurz FK Sotschi, ist ein russischer Fußballverein aus Sotschi. Die erste Herrenmannschaft trägt ihre Heimspiele im Olympiastadion Sotschi aus.

## Geschichte
Der FK Sotschi gründete sich am 6. Juni 2018 und ging aus dem aufgelösten FK Dynamo Sankt Petersburg hervor. Teile des Personals (wie der Trainer Alexander Totschilin) und diverse Spieler wurden ebenso vom Vorgängerverein übernommen wie die Vereinsfarben Weiß-Blau. Präsident des Vereins ist Boris Rotenberg.
Zunächst nahm die Mannschaft in der Saison 2018/19 am Spielbetrieb der zweiten russischen Liga teil. Als Vizemeister gelang im Frühjahr 2019 der unmittelbare Aufstieg in die höchste Spielklasse.

## Zweite Mannschaft
Die zweite Mannschaft des FK Sotschi stieg zur Saison 2025 in die vierthöchste Spielklasse 2. Liga Division B auf.

## Ehemalige Spieler
- Alexander Kokorin
- Fjodor Kudrjaschow
- Dmitri Polos
- Aleksandre Karapetian
- Adil Rami
- Miha Mevlja
- Marko Dugandžić